# Fabrasia alvarengai
Fabrasia alvarengai is een keversoort uit de familie klopkevers (Ptinidae). De wetenschappelijke naam van de soort werd in 1964 gepubliceerd door Martnez & Viana.